# Sigrid Schou
Sigrid Marie Schou, född 9 juni 1877 i Köpenhamn, död där i april 1959, var en dansk-svensk affärskvinna, som tillbringade sin yrkesverksamma tid i Stockholm.
Schou arbetade som ung i en butik i Köpenhamn, Standard, och fick sedan i uppdrag att flytta till Stockholm för att öppna en liknande verksamhet där. Det som såldes var standardiserade mönster för kläder, framför allt skjortor, men också ytterplagg, dam- och barnkläder. Mönstren var konstruerade av Ellen och Ebenezer Butterick i New Jersey, USA, och de såldes i många länder i Europa. Sommaren 1899 var Sigrid Schou i New York, kanske för att diskutera affärer med Buttericks.

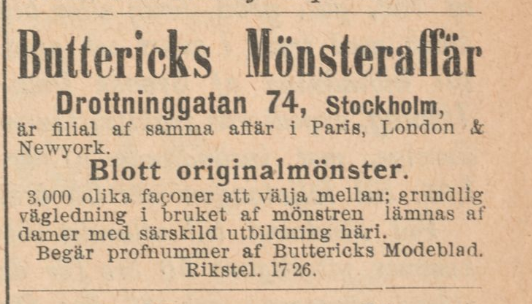
Annons för Buttericks mönsteraffär, Svensk Damtidning 16 december 1904.

Hösten 1903 slog Schou för första gången upp dörrarna till den nya butiken i Stockholm, Buttericks mönsteraffär, på Drottninggatan 74. Senare flyttades verksamheten till Drottninggatan 57 (där den fortfarande ligger kvar). Schou sålde även (mönster till) maskeraddräkter, och från mitten på 1910-talet alltmer av billiga skämtartiklar. Sigrid Schou lyckades bra med affärerna. Hon blev kvar i Stockholm hela sitt liv och drev butiken där tills hon i början på 1960-talet sålde den till sin kollega Folke Olander. Sigrid Schou ska ha varit öppet lesbisk, och gifte sig aldrig.